# 洋尾弄关公庙
洋尾弄关公庙，是位于中国福建省宁德市周宁县泗桥乡洋尾弄村的一个民国时期古建筑，2016年入选周宁县第四批文物保护单位。
洋尾弄关公庙始建于清朝康熙五年（1666年），民国10年（1921年）重建，坐东南向西北，建筑面积136平方米，由门楼、天井、厢廊、大厅组成。大厅面阔三间7.7米，进深六柱9.1米，高5.4米，穿斗抬梁式减中柱，悬山顶土木结构。主祀关公，配祀观音、二郎神。建庙用材、工艺较为一般。庙内有康熙五年落款的石碑。